# Langkampfen
Langkampfen település Ausztriában, Tirolban a Kufsteini járásban található. Területe 26,5 km², lakosainak száma 3 820 fő, népsűrűsége pedig 140 fő/km² (2014. január 1-jén). A település 504 méteres tengerszint feletti magasságban helyezkedik el.

## Fordítás
- Ez a szócikk részben vagy egészben  a   Langkampfen című angol Wikipédia-szócikk ezen változatának fordításán alapul.  Az eredeti cikk szerkesztőit annak laptörténete sorolja fel. Ez a jelzés csupán a megfogalmazás eredetét és a szerzői jogokat jelzi, nem szolgál a cikkben szereplő információk forrásmegjelöléseként.